# 贾巴尔·拉苏洛夫
贾巴尔·拉苏洛维奇·拉苏洛夫，（俄语：Джаба́р Расу́лович Расу́лов，1913年7月10日—1982年4月4日），塔吉克族，苏联党和国家领导人。曾任塔吉克苏维埃社会主义共和国部长会议主席、塔共中央第一书记，驻多哥大使等职。

## 生平
- 1913年6月27日（格里历：7月10日）出生于沙俄突厥斯坦总督区撒马尔罕州胡占德。父亲是一名建筑工人。
- 1931年-1934年，塔什干中亚棉花研究院学习，获得棉农农艺师学位。
- 1934年-1938年，塔吉克苏维埃社会主义共和国哈特隆州瓦赫什山谷棉花种植合作社农艺师。期间，1935年-1938年，塔吉克苏维埃社会主义共和国农业人民委员部棉花农艺师。
- 1938年-1940年，塔吉克苏维埃社会主义共和国农业人民委员会粮食部主管。1939年加入联共（布）。
- 1940年-1941年，塔吉克苏维埃社会主义共和国农业人民第一副委员。
- 1941年-1945年，塔吉克苏维埃社会主义共和国农业人民委员。
- 1945年-1946年8月，塔吉克苏维埃社会主义共和国技术文化人民委员、部长。
- 1946年8月-1955年3月，塔吉克苏维埃社会主义共和国部长会议主席。
- 1955年3月-1958年12月，苏联农业部第一副部长。
- 1958年-1960年5月，塔共中央委员会书记。
- 1960年6月-1961年6月，驻多哥共和国特命全权大使。
- 1961年4月-1982年4月，塔共中央第一书记。
- 1982年4月4日于杜尚别逝世，享年68岁。葬于杜尚别萨德里丁·艾尼公园。2017年改葬于杜尚别卢乔布公园。

拉苏洛夫是苏共22-26大代表；第19届中央审计委员，第22-26届中央委员；第2-10届苏联最高苏维埃联盟院代表，第2-10届塔吉克苏维埃社会主义共和国最高苏维埃代表。除塔吉克语外，拉苏洛夫精通俄语和乌兹别克语。

## 评价
拉苏洛夫为人谦逊朴实，生活清贫。作为整个共和国的首脑，他只有两套西装：一套用于日常工作，另一套用于前往莫斯科和苏联其他地区的商务旅行。勃列日涅夫评价他是“一个真正的知识分子”。
拉苏洛夫为官清廉。去世后人们发现他仅有4200卢布的存款。这甚至还不足以购买一辆伏尔加汽车。拉苏洛夫每月给他家门口值班的警察每人100卢布，以帮助他们。他还把最高苏维埃代表的薪水捐献给了一个孤儿院。他的办公室陈设简单，只有墙上的一张旧地毯，一张桌子，椅子，一张床和一个只有一套西装的衣柜。
拉苏洛夫是促成塔吉克斯坦工业化以及农业发展的重要人物之一。如果塔吉克斯坦在苏维埃存在的70年中取得了某些成就，那么这些成就的一半都是在他领导的时期。塔吉克的工业从1970年到1980年变得多样化。400多家现代企业落地，包括有色冶金，机械工程，电气工程，建材生产，轻工，食品，化工，采矿等100多个部门。

## 荣誉
- 社会主义劳动英雄称号（1981）
- 二级卫国战争勋章（1945）
- 九次列宁勋章（1944,1946,1948,1949,1954,1957,1963,1973,1981）
- 十月革命勋章（1971）
- 三次劳动红旗勋章（1939,1965,1976）[2]